# U-Bahnhof Freimann
Der U-Bahnhof Freimann (Kürzel der Münchner Verkehrsgesellschaft: FR) ist ein oberirdischer U-Bahnhof im gleichnamigen Stadtteil der bayerischen Landeshauptstadt München. Er liegt an der Stammstrecke 1 der U-Bahn München und wird von der Linie U6 bedient.

## Geschichte
Der Bahnhof gehört als Teil der Strecke zwischen den Bahnhöfen Kieferngarten und Goetheplatz, die am 19. Oktober 1971 eröffnet wurde, zu den ältesten Münchner U-Bahnhöfen. Geplant war er unter dem Namen Harnierplatz.
Von 2006 bis 2009 wurde der Bahnhof umgebaut, da er als einziger im Münchner U-Bahn-Netz nicht barrierefrei war. Da damals außerdem nur der nördliche Zugang existierte, war der Bahnhof von der anderen Seite der A9 nur umständlich erreichbar. In den Sommerferien 2006 wurde zunächst der Belag des Bahnsteigs saniert. Während dieser Phase hielten am Bahnhof keine U-Bahnen. Von 2007 bis 2009 wurde der südliche Zugang errichtet und das Glasdach erneuert. Anschließend wurde der nördliche Eingang renoviert. Ende 2009 waren die Bauarbeiten abgeschlossen.

## Lage und Umgebung
Direkt östlich neben dem Bahnhof verläuft parallel zu diesem die Bundesautobahn 9, die ihn von der historischen Ortsmitte des Stadtteils trennt. Westlich des Bahnhofs grenzt eine Wohnsiedlung an, die für die Arbeiter des Ausbesserungswerkes München-Freimann errichtet wurde. Weiter westlich schließt sich das Industrie- und Gewerbegebiet Freimanner Hölzl an, das unter anderem Standort der Veranstaltungshalle Zenith und des MOC Veranstaltungscenters ist.
Der nächste Bahnhof stadteinwärts, der U-Bahnhof Studentenstadt, ist 1087 Meter entfernt. Zwischen den beiden Bahnhöfen wird die A9, der Münchner Nordring und der Frankfurter Ring unterquert, zum Münchner Nordring besteht dort außerdem ein Gleisanschluss. Stadtauswärts erreicht man nach 1431 Metern und der Überquerung der Heidemannstraße auf der Heidemannbrücke den U-Bahnhof Kieferngarten. Zum Bahnhof Marienplatz in der Münchner Stadtmitte sind es etwa 6,7 Streckenkilometer und 13 Minuten Fahrzeit.

## Bahnhofsanlage

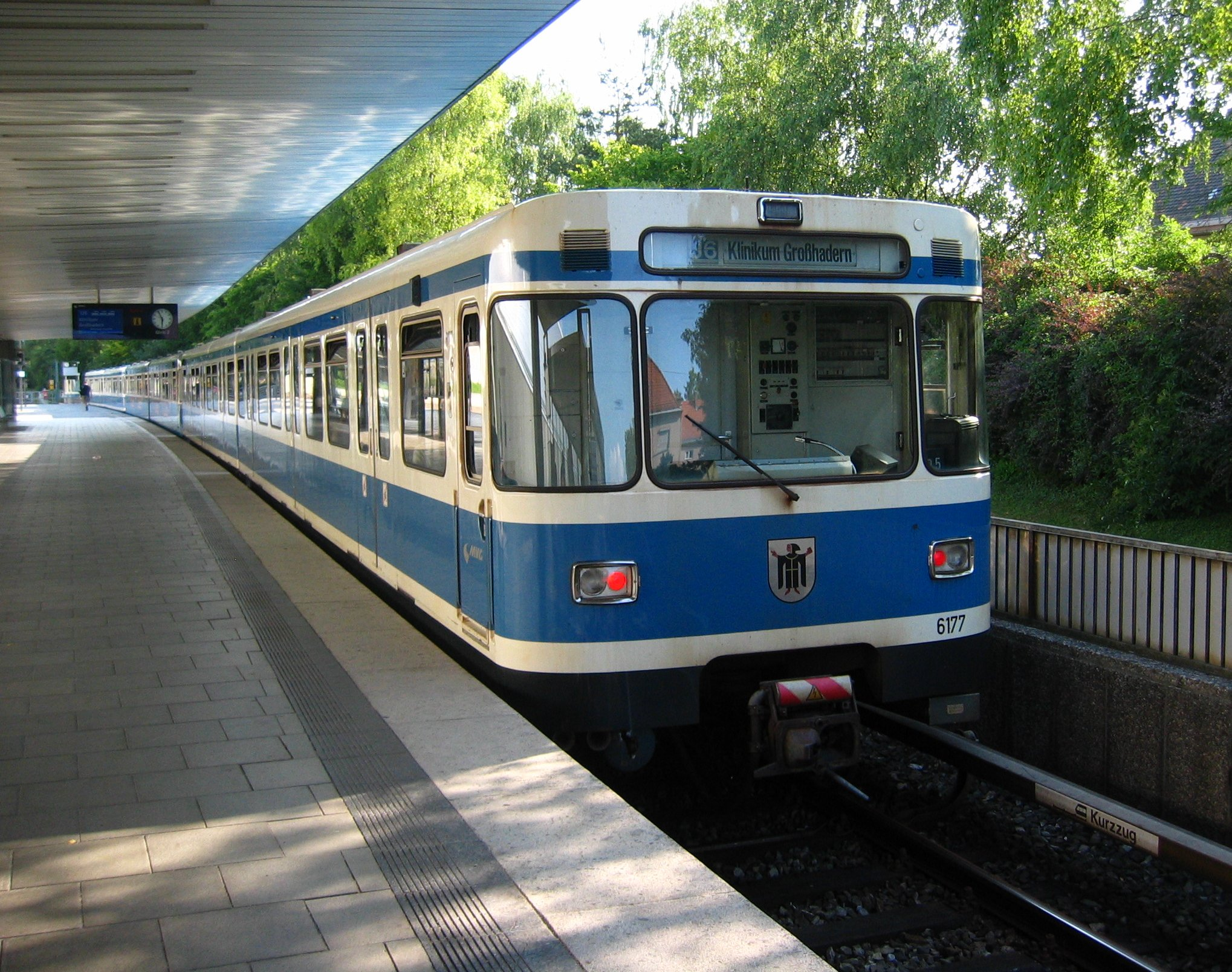
Der U-Bahnhof Freimann vor dem Umbau

### Aufbau
Der zweigleisige Bahnhof mit einem Mittelbahnsteig verfügt über zwei Zugänge. Unter dem Nordende der Plattform liegt ein Sperrengeschoss, das zur Georg-Wopfner-Straße und zum Harnierplatz führt. Von dort ist der Bahnhof nur über Festtreppen erreichbar. Der nachgerüstete südliche Zugang besteht aus einer Brücke über die Gleise, die die Georg-Wopfner-Straße und über eine Autobahnunterführung die Zinnienstraße miteinander verbindet. Diese ist an ihren Enden mit Festtreppen und je einem Aufzug versehen. Der Bahnsteig ist über Fahr- und Festtreppen und einen weiteren Aufzug an diese Brücke angeschlossen.

### Gestaltung
Der Bahnsteig des Bahnhofs ist mit Granitplatten ausgelegt. Die nördlichen zwei Drittel des Bahnhofs werden von einem Glasdach überdacht, an dessen Halterungen Leuchtstoffröhren befestigt sind. Das Dach wird von mit Aluminiumplatten verkleideten Säulen gestützt.

## Verkehr
Die U6 verkehrt am Bahnhof alle zehn Minuten, in den Stoßzeiten alle fünf Minuten. In den Stoßzeiten endet jede zweite U-Bahn in Fröttmaning.
Umsteigemöglichkeiten zu weiteren Öffentlichen Verkehrsmitteln bestehen nicht.
| Linie | Linienverlauf |
| ----- | --- |
| U6    | Garching-Forschungszentrum – (2560 m) – Garching – (1827 m) – Garching-Hochbrück – (4208 m) – Fröttmaning – (830 m) – Kieferngarten – (1431 m) – Freimann – (1087 m) – Studentenstadt – (660 m) – Alte Heide – (740 m) – Nordfriedhof – (813 m) – Dietlindenstraße – (712 m) – Münchner Freiheit – (579 m) – Giselastraße – (744 m) – Universität – (788 m) – Odeonsplatz – (640 m) – Marienplatz – (884 m) – Sendlinger Tor – (843 m) – Goetheplatz – (677 m) – Poccistraße – (624 m) – Implerstraße – (1236 m) – Harras – (837 m) – Partnachplatz – (760 m) – Westpark – (1084 m) – Holzapfelkreuth – (1050 m) – Haderner Stern – (1097 m) – Großhadern – (731 m) – Klinikum Großhadern |